# إيفان ميركوفيتش
إيفان ميركوفيتش هو لاعب كرة قدم صربي في مركز الوسط، ولد في 25 مارس 1987 في بلغراد في صربيا. لعب مع نادي ساكارامينتو ريببلك.